# Observatoire de la laïcité
L'Observatoire de la laïcité était une commission consultative française chargée de conseiller et d'assister le Gouvernement quant au respect et à la promotion du principe de laïcité,, qui a existé entre le 4 avril 2013 et le 5 juin 2021. Elle était composée de 23 membres, dont des parlementaires de la majorité et de l'opposition, des hauts fonctionnaires et des personnalités qualifiées. Administrativement rattaché au Premier ministre, l'Observatoire était cependant autonome dans ses travaux.
Il est créé le 25 mars 2007 par le président de la République Jacques Chirac et le Premier ministre Dominique de Villepin et a été installé le 8 avril 2013 au palais de l’Élysée par le président de la République François Hollande et le Premier ministre Jean-Marc Ayrault. Après la remise de son cinquième rapport annuel au président de la République Emmanuel Macron, sa mission est reconduite pour 5 ans par décret du Premier ministre Édouard Philippe du 12 octobre 2017.
Outre son rôle de conseil via l'adoption d'avis officiels, consultatifs pour le Gouvernement et le Parlement, les membres de cette instance organisent, co-organisent et délivrent chaque semaine des formations à la laïcité et à la gestion des faits religieux partout en France et dans différents secteurs, notamment dans la fonction publique, l'éducation populaire, le médico-social, le socio-éducatif, les entreprises privées, l'éducation nationale et le sport.
Ses avis sont parfois jugés trop laxistes par certains intervenants dans le débat public, notamment sur des sujets sensibles liés à la question de l'islam en France, quand d'autres[Qui ?] les estiment au contraire parfaitement « juridiques ». Cette opposition fait l'objet de vifs débats de la part d'intellectuels, de droite comme de gauche.
La ministre déléguée chargée de la Citoyenneté Marlène Schiappa annonce la suppression de l'Observatoire de la laïcité le 31 mars 2021 devant le Sénat, le mandat de son président Jean-Louis Bianco prenant fin le 4 avril suivant. Finalement, le Premier ministre Jean Castex met un terme aux missions de l'Observatoire de la laïcité le 5 juin 2021 par le décret créant un « comité interministériel de la laïcité », dont le secrétariat est désormais assuré par le ministre de l'Intérieur.
Le 9 juin, Jean-Louis Bianco et plusieurs personnalités, sociologues, historiens et juristes annoncent la création d'un « organisme indépendant » et citoyen dénommé « Vigie de la laïcité ».

## Historique

### Création
Le 17 décembre 2003, le président de la République Jacques Chirac annonce dans un discours sur la laïcité la création d'un futur « Observatoire de la laïcité » rattaché au Premier ministre. Il est finalement créé par décret le 25 mars 2007 et effectivement institué auprès du Premier ministre.
L'Observatoire est composé d'un président, d'un rapporteur général et de 21 membres, dont sept hauts fonctionnaires (représentant les administrations concernées), deux députés et deux sénateurs (deux parlementaires de la majorité et deux de l'opposition), ainsi que « dix personnalités désignées en raison de leurs compétences et de leur expérience ». Mis à part les membres de droit et le rapporteur général, ses membres sont nommés pour une durée de quatre ans.
Sous les présidences de Jacques Chirac et Nicolas Sarkozy, les membres ne sont pas nommés. L'Observatoire de la laïcité est cependant renouvelé pour une durée de cinq ans (durée légale des commissions consultatives, renouvelable), à compter du 5 avril 2013, par décret du Premier ministre Jean-Marc Ayrault du 3 avril 2013 et les premiers membres de l'Observatoire de la laïcité sont nommés par un arrêté du Premier ministre du 5 avril 2013. Jean-Louis Bianco, ancien ministre, ancien secrétaire général de l’Élysée, ancien député, ancien élu local et par ailleurs conseiller d’État en prend alors la présidence,. Le 8 avril 2013, l'Observatoire de la laïcité est officiellement installé au palais de l'Élysée par le président de la République, François Hollande et le Premier ministre, Jean-Marc Ayrault, en présence du ministre de l’Éducation nationale, Vincent Peillon et du ministre de l'Intérieur, Manuel Valls, à la suite des décret et arrêté publiés au Journal officiel le 5 avril 2013,,.

### Contexte politique
La création de l'Observatoire de la laïcité s'inscrit dans une stratégie d' « apaisement » vis-à-vis des questions liées à la montée des revendications communautaristes observée depuis le début des années 2000. Cette stratégie a été choisie par le président François Hollande après son élection. Certes, cette création donne un gage à une frange de la gauche inquiète des atteintes à la neutralité religieuse; cependant la stratégie d'apaisement et de dédramatisation de ces questions affichée délibérément par son président Jean-Louis Bianco est l'image d'une tendance moins radicale de la conception laïque à gauche.
L'Observatoire de la laïcité absorbe les prérogatives précédemment attribuées au Haut Conseil à l'intégration, instance de réflexion et de propositions créée en 1989 par le gouvernement de Michel Rocard. Sa mission était d'élaborer un rapport annuel et d'émettre des avis consultatifs à la demande du gouvernement sur « l’intégration des résidents étrangers ou d’origine étrangère ». Une « mission laïcité » a été créée en 2010 au sein du HCI. Entre fin 2010 (groupe de réflexion) et fin 2012, cette mission a rendu trois avis, sur « la neutralité en entreprise »», sur « la laïcité dans la fonction publique » et sur « la pédagogie de la laïcité à l'école ». Au mois d'août 2013, le quotidien Le Monde publie « l'ultime rapport » de la mission laïcité du HCI, consacré à la neutralité religieuse dans l'enseignement supérieur. Sur un ton alarmiste, le rapport préconise, entre autres, d'interdire le port de signes religieux dans les salles de cours à l'université. Selon le quotidien, cette approche déplaît à Matignon et au président de l'Observatoire de la laïcité, Jean-Louis Bianco, lequel « s'est notamment donné pour mission d'accompagner la volonté d'apaisement du gouvernement sur ces questions». François Hollande fait le choix de laisser s'éteindre le Haut Conseil à l'intégration en ne renouvelant pas son décret qui arrive à échéance en septembre 2013 et le gouvernement Ayrault refuse d'autoriser la publication du rapport sur la neutralité religieuse dans l'enseignement supérieur par la Documentation française, ce qui est pourtant la coutume.
Deux anciens membres du Haut Conseil à l'intégration considèrent que l'extinction de cette instance et son remplacement par l'Observatoire de la laïcité est liée à ses positions favorables à une laïcité intransigeante. Jean-Philippe Moinet observe par surcroît qu'il était « trop marqué « sarkozyste » – son Président, Patrick Gaubert, ayant eu un mandat électif européen sous bannière UMP». L'essayiste Malika Sorel estime que « la création de cet Observatoire avait pour objectif de faire disparaître la mission laïcité du Haut Conseil à l'Intégration, dont les rapports gênaient très fortement le pouvoir socialiste». Elle critique l'orientation de l'Observatoire, dont un certain nombre de positions iraient à l'encontre de la défense du principe de laïcité. Malika Sorel rapproche ce positionnement d'une publication de la fondation Terra Nova, proche du Parti socialiste, expliquant que la classe ouvrière s'est détournée du Parti socialiste et que la majorité électorale pour l'élection de 2012 doit être recherchée notamment parmi « les minorités et les quartiers populaires », « la France de la diversité », « les jeunes ouvriers d’origine étrangère (maghrébine) ».
En décembre 2015, au nom du Comité Laïcité République, trois membres de l’Observatoire de la laïcité à savoir Jean Glavany, député des Hautes Pyrénées, Patrick Kessel, Président du Comité Laïcité République et Françoise Laborde, sénatrice de Haute Garonne, publient un communiqué commun critiquant le positionnement de l’Observatoire de la laïcité, ce dernier considérant qu'il n'existe « pas de problème de laïcité dans l’enseignement supérieur ». Dans la société civile, Hanan Ben Rhouma, rédactrice en chef de Saphirnews, observe que l’Observatoire de la laïcité souhaite rendre « aimable » le concept de laïcité auprès des Français, concept « sans cesse brandi en vue de restreindre des libertés individuelles ». Il éloigne notamment la perspective d’une nouvelle loi contre les signes religieux dans les crèches privées. Le philosophe Alain Finkielkraut estime pour sa part « qu'à l'intérieur de la gauche le courant "utopiste" de Jean-Louis Bianco a triomphé face aux partisans d'une laïcité plus ferme : Élisabeth Badinter, Manuel Valls. Ce courant ne veut pas voir qu'il y a des problèmes avec l'islam en France et il laisse la voie libre à Marine Le Pen qui apparaît comme la seule à défendre la laïcité ». À l'inverse, le sociologue de la laïcité, Jean Baubérot, considère qu'il « ne faut surtout pas aller dans ce sens et au contraire avoir une laïcité la plus inclusive possible ». Il parle du risque d'une « laïcité identitaire » qui permettrait le « deux poids deux mesures en ne soumettant pas aux mêmes critères » les différentes religions. Pour Jean Baubérot, Marine Le Pen défendrait désormais cette même « laïcité identitaire »,.
Le 3 avril 2017, par décret et arrêté du Premier ministre Bernard Cazeneuve, le mandat du président, du rapporteur général et des membres de l'Observatoire de la laïcité est renouvelé,.

### Activités

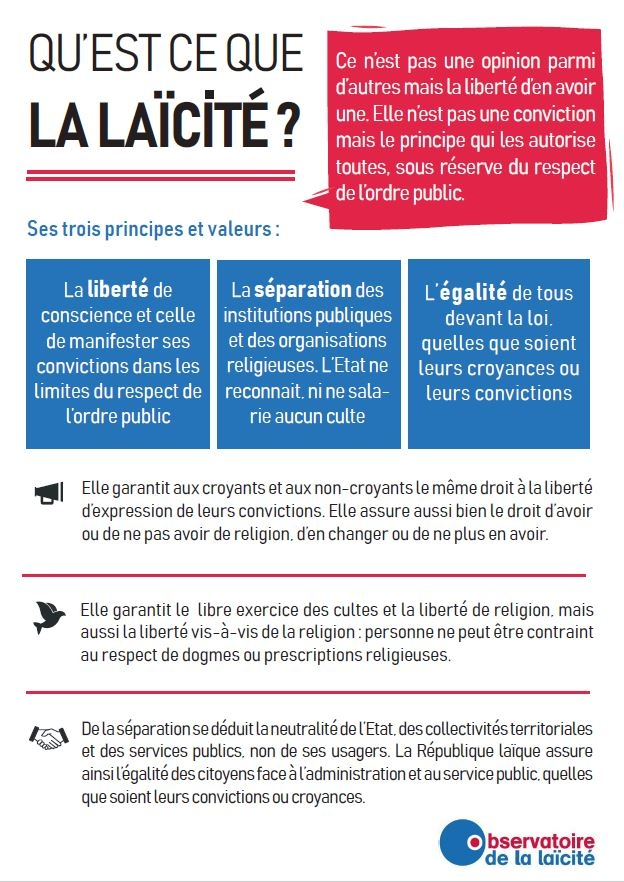
Exemple d'infographie réalisée par l'Observatoire de la laïcité

À la date du 1er mai 2020, outre les réponses apportées quotidiennement aux citoyens (dont 1 100 analyses juridiques individualisées), entreprises, élus et associations, l'Observatoire de la laïcité a formé et sensibilisé ou participé à la formation et la sensibilisation de 300 000 personnes (dont 80 000 personnes directement), a rendu au gouvernement 22 avis officiels et publics (ceux à destination des tribunaux restant confidentiels jusqu'à l'expiration des recours) sur différents sujets et à propos de différents secteurs, publié 6 rapports annuels et états des lieux, édité 5 guides pratiques sur la laïcité et la gestion du fait religieux, transmis 36 communiqués de presse et prises de position, installé avec l'ancienne ministre de l'Éducation nationale des référents laïcité dans chaque académie, été auditionné 28 fois par des instances officielles nationales ou internationales, participé à la mise en place de l'enseignement moral et civique (EMC), au renforcement de l'enseignement laïque des faits religieux et à l'affichage dans tous les établissements scolaires de la charte de la laïcité à l'école, et compte plus de 950 déplacements de terrain (soit une moyenne de 130 par an).
Il a par ailleurs organisé 4 grands colloques à l'occasion des 110 ans, des 111 ans, des 113 ans et des 114 ans de la loi du 9 décembre 1905 avec le ministère de l'Éducation nationale, la Ligue de l'enseignement et le mouvement des territoires, 1 grand colloque en octobre 2015 avec le Conseil économique, social et environnemental, 1 colloque en janvier 2018 avec le Cevipof de Sciences Po sur le thème "laïcité et médias", 1 colloque en janvier 2019, sur le même thème et à destination du jeune public avec le CFJ Paris (école de journalisme), et a participé à l'élaboration de nombreux guides, chartes, modules de formations et formations à la laïcité (notamment en partenariat avec le CGET, le CNFPT, le ministère de l'Intérieur et le ministère des Sports) et à la gestion du fait religieux dans les administrations et dans le secteur privé (entreprises et associations),,. Son 4e rapport annuel et état des lieux a été remis au président de la République François Hollande et au Premier ministre Bernard Cazeneuve le 4 avril 2017, puis au président de la République Emmanuel Macron le 21 juin 2017 au palais de l'Élysée et en juillet au Premier ministre Édouard Philippe,. Son 5e rapport annuel a été remis au président de la République Emmanuel Macron le 15 mai 2018 au palais de l'Élysée puis au Premier ministre Édouard Philippe le 15 juin 2018,. Son 6e rapport annuel a été remis au Premier ministre le 10 juillet 2019.
L'ensemble des principaux documents de l'Observatoire de la laïcité est rendu accessible au grand public et téléchargeable librement sur son site Internet, parmi les plus visités de la plateforme gouvernementale. Après l'abrogation de l'observatoire et son remplacement par le comité interministériel de la laïcité, l'essentiel des documents produits par l'observatoire restent disponibles sur le site de la nouvelle instance. 

### Abrogation
Par le décret du 5 juin 2021, qui instaure un comité interministériel de la laïcité, l'Observatoire de la laïcité est abrogé. Ce nouveau comité est instauré pour, selon le Premier ministre, « que toutes les administrations [des ministères] mettent en œuvre l’obligation prévue par la loi confortant les principes de la République de formation aux exigences du principe de laïcité pour tout agent public ». Selon le sociologue de la laïcité Philippe Portier, vice-président de l'EPHE, il s'agit « d'une reprise en main étatique de la question de la laïcité ». Selon M. Portier, ce nouveau comité « ne comporte plus les dimensions d’observation et d’analyse de l’Observatoire ».

## Missions

### Statuts
Les quatre principales missions de l'Observatoire de la laïcité sont définies par le décret no 2007-425:
- il réunit les données, produit et fait produire les analyses, études et recherches permettant d'éclairer les pouvoirs publics sur la laïcité ;
- il peut saisir le Premier ministre de toute demande tendant à la réalisation d'études ou de recherches dans le domaine de la laïcité ;
- il peut proposer au Premier ministre toute mesure qui lui paraît permettre une meilleure mise en œuvre de ce principe, notamment pour assurer l'information des agents publics et des usagers des services publics ;
- il peut être consulté par le Premier ministre ou les ministres sur des projets de textes législatifs ou réglementaires.

Outre ces missions, l'Observatoire de la laïcité établit un état des lieux annuel du principe de laïcité, répond à toute sollicitation sur l'application du principe de laïcité ou sur le droit encadrant la liberté de religion, organise, co-organise ou valide des formations à la laïcité et à la gestion du fait religieux (y compris pour le secteur privé n'exerçant aucune mission de service public) partout sur le territoire.
Enfin, en relation avec le ministère de l'Europe et des Affaires étrangères, il participe à la promotion et à l'explication dans le monde du principe de laïcité en France.

### Un «service public» de la laïcité
Dans son rapport annuel 2016-2017 (cf. section "Travaux"), l'Observatoire de la laïcité se définit comme "un service public de la laïcité" constatant que sa mission s'est élargie "pour pouvoir, outre ses avis au gouvernement sur les politiques publiques à mener et qui ont trait à la laïcité, initier ou accompagner puis assurer l'effectivité des nécessaires formations à la laïcité dans le secteur public, mais aussi à la gestion des faits religieux dans le secteur privé". Il précise qu'il est "quotidiennement saisi par des citoyens, des élus locaux, des administrations publiques, des entreprises, des syndicats voire des tribunaux, d'un problème d'application de la laïcité ou d'un problème de gestion du fait religieux". Le délai maximum de réponse à chacune d'entre elles est "de 48 heures, et, si nécessaire, un déplacement de terrain est organisé dans les meilleurs délais".
En avril 2019, date anniversaire de son installation, l'Observatoire de la laïcité fait état de "plus de 1000 analyses juridiques individualisées en réponse à des saisines de citoyens et d'acteurs de terrain", de "800 déplacements officiels de membres ou représentants de l'Observatoire", de "150 auditions" et de la formation ou la sensibilisation directement de "40.000 personnes" et avec ses partenaires (dont l'Éducation nationale et le Commissariat général à l'Égalité des territoires) de "220.000 personnes". Également, "400 étudiants, dont des représentants des cultes et des fonctionnaires", seraient "inscrits aux diplômes universitaires (DU) mis en place par le ministère de l'Intérieur et soutenus par l'Observatoire de la laïcité. Les ministres des cultes de pays étrangers, en particulier les imams détachés de pays d'origine (agents publics d'Algérie, du Maroc ou de Turquie) ou les prêtres catholiques étrangers, sont désormais tenus de suivre ces formations, ainsi que tous les futurs aumôniers de tous les cultes,.

### Direction
Le 5 avril 2013, Jean-Louis Bianco, conseiller d’État est nommé président de l'Observatoire de la laïcité par décret. Il ne perçoit aucune rémunération pour cette fonction.
Le même jour, Nicolas Cadène, juriste, ancien conseiller ministériel, académicien nîmois, est nommé, par arrêté, rapporteur général de l'Observatoire de la laïcité.

### Composition de l'Observatoire de la laïcité
Les membres (mis à part les hauts fonctionnaires membres de droit et le rapporteur général) sont nommés pour une durée de quatre ans par arrêté du Premier ministre. Ils ne perçoivent aucune rémunération pour cette fonction.
Les hauts fonctionnaires sont au nombre de sept, tandis que les personnalités qualifiées (désignées en raison de leur compétence et de leur expérience) sont au nombre de dix. Les parlementaires, qui représentent les deux assemblées (deux députés et deux sénateurs) sont au nombre de quatre, deux de la majorité et deux de l'opposition.
Au titre de l'administration publique, sont membres de droit les sept hauts fonctionnaires suivants :
- le secrétaire général du ministère de l'Intérieur ;
- le secrétaire général du ministère de la Justice ;
- le directeur général de l'administration et de la fonction publique (DGAFP) ;
- le directeur de l'hospitalisation et de l'organisation des soins (DGOS) ;
- le directeur des affaires juridiques du ministère de l'éducation nationale, de l'enseignement supérieur et de la recherche ;
- le directeur des affaires politiques, administratives et financières du ministère des Outre-mer ;
- le conseiller pour les affaires religieuses au ministère des Affaires étrangères.

Au titre du Parlement, désignés respectivement par le président du Sénat et de l'Assemblée nationale, sont membres de l'Observatoire de la laïcité deux sénateurs et deux députés, à parité de la majorité et de l'opposition:
- Muriel Jourda, sénatrice (LR) du Morbihan (qui fait suite à Hugues Portelli, lui-même faisant suite à René Garrec, nommé à la suite de François-Noël Buffet) ;
- Olivier Léonhardt, sénatrice (DVG, groupe parlementaire du RDSE) de l'Essonne (qui fait suite à Françoise Laborde, non renommée par Gérard Larcher, président du Sénat) ;
- Nicole Dubré-Chirat, députée (LREM) de Maine-et-Loire (qui fait suite à Jean Glavany, non-réélu député) ;
- Claude Goasguen, député (LR) de Paris (qui fait suite à Marie-Jo Zimmermann, non-réélue députée).

Le mandat au sein de l'Observatoire de la laïcité des sénateurs prend fin lors de chaque renouvellement partiel du Sénat. Le mandat des députés prend fin avec la législature au titre de laquelle ils ont été élus.
Enfin, sont également membres de l'Observatoire de la laïcité dix personnalités qualifiées, « désignées en raison de leur compétence et de leur expérience » (leur mandat expirant le 4 avril 2017, il est renouvelé par arrêté du Premier ministre du 3 avril 2017) :
- Soraya Amrani-Mekki, professeur de droit, membre du Conseil supérieur de la magistrature et vice-présidente de la Commission nationale consultative des droits de l'Homme (CNCDH) ;
- Alain Bergounioux, professeur d'histoire, inspecteur général honoraire de l'éducation nationale ;
- Abdennour Bidar, professeur de philosophie, inspecteur général de l'éducation nationale ;
- Dounia Bouzar, docteur en anthropologie spécialiste du fait religieux, ancienne chargée d’études « laïcité » à la Protection judiciaire de la jeunesse (PJJ) ;
- Armelle Carminati, présidente de la Commission innovation sociale du MEDEF, membre du Conseil supérieur à l’égalité professionnelle, présidente d’Axites-Invest ;
- Alain Christnacht, conseiller d'État, président de la 9e sous-section du contentieux du Conseil d'État ;
- Nathalie Appéré, maire de Rennes et initiatrice du comité consultatif sur la laïcité de la ville de Rennes (à la suite d'Annie Guillemot) ;
- Patrick Kessel, ancien grand maître du Grand Orient de France : s'est mis en congé de ses fonctions au sein de l'Observatoire de la laïcité mais n'a pas démissionné ;
- Laurence Loeffel, professeur en histoire de l'éducation, inspectrice générale de l'éducation nationale ;
- Daniel Maximin, romancier, poète et essayiste, ancien maître de cérémonie lors de l'hommage aux obsèques nationales d'Aimé Césaire.

## Travaux annuels

### Travaux de l'année 2013

#### Point d'étape sur les travaux de l'Observatoire de la laïcité
Le 25 juin 2013, trois mois après l'installation de l'Observatoire de la laïcité, son président, Jean-Louis Bianco, et son rapporteur général, Nicolas Cadène, remettent au Premier ministre le premier « point d'étape » sur les travaux de l'Observatoire de la laïcité, qui rappelle l'importance de la pédagogie de la laïcité et des formations à ce principe républicain.

#### Charte de la laïcité à l'école
Le 10 septembre 2013, après avoir participé à la rédaction de la « Charte de la laïcité à l’école » et l'avoir intégrée à son « point d'étape », l'Observatoire de la laïcité adopte à l'unanimité un avis sur sa diffusion et ses outils de diffusion.

#### Avis sur la définition et l'encadrement du fait religieux dans les structures qui assurent une mission d'accueil des jeunes enfants
Le 15 octobre 2013, sur saisine du président de la République, l’observatoire de la laïcité adopte un avis (par 17 voix pour, 3 voix contre et 1 abstention) « sur la définition et l’encadrement du fait religieux dans les structures qui assurent une mission d’accueil des enfants », qui fait notamment suite à l'affaire de la crèche Baby Loup. L'Observatoire de la laïcité estime à ce propos qu'une loi supplémentaire ne s'avère pas nécessaire, et recommande aux crèches privées de préciser leur règlement intérieur afin de permettre l'encadrement du fait religieux dans ces structures : « Un débat législatif dans le climat de tension sociétale qui caractérise notre pays aujourd'hui à la veille d'échéances électorales nous paraît comporter des risques sérieux de dérapage et d'instrumentalisation », déclare Jean-Louis Bianco,. L'analyse juridique proposée par l'Observatoire de la laïcité, considérant le droit positif suffisant, sera celle retenue également par la Cour de cassation dans son arrêt (en assemblée plénière) du 25 juin 2014.

#### Rappel du cadre légal sur ce que la laïcité permet et ce qu'elle interdit
L'Observatoire de la laïcité adopte le même jour un « rappel à la loi », rappelant ce que la laïcité permet et ce qu’elle interdit.

#### Avis sur l'instauration d'une journée nationale de la laïcité
Le 19 novembre 2013, l'Observatoire de la laïcité émet un avis « visant à instituer une journée nationale de la laïcité le 9 décembre de chaque année ».

#### Publication de guides pratiques
Le 17 décembre 2013, l'Observatoire de la laïcité publie deux guides pratiques, l’un à destination des élus locaux et des agents publics, l’autre à destination des professionnels du secteur privé. Il s'agit d'apporter des réponses concrètes, encadrées par le droit, aux difficultés pratiques,.

### Travaux de l'année 2014
En mars 2014, l'Observatoire de la laïcité complète ses premières publications par un Guide laïcité et gestion du fait religieux dans les structures socio-éducatives. Là encore, il s'agit d'apporter des réponses concrètes, encadrées par le droit, aux difficultés pratiques.

#### Premier rapport annuel de l'Observatoire de la laïcité
Le 15 mai 2014 est remis le premier rapport annuel 2013-2014 de l'Observatoire de la laïcité qui comprend notamment un état des lieux du respect du principe de laïcité dans différents secteurs en France, le rappel des différents régimes cultuels en vigueur sur l'ensemble du territoire national, un bilan de l'application de la loi du 15 mars 2004, la synthèse des perceptions internationales de la laïcité, une adresse aux médias les appelant à un traitement contextualisé des questions touchant à la laïcité, un rappel historique et juridique du principe de laïcité ou encore les auditions des responsables des principales religions en France.

#### Avis appelant au développement très large du service civique
Le 18 novembre 2014, l'Observatoire de la laïcité adopte un avis appelant à développer "très largement" le service civique.

#### Instauration d'une journée nationale de la laïcité
En réponse à l'avis de l'Observatoire de la laïcité du 19 novembre 2013, est publiée le 27 novembre 2014 une circulaire du ministère de l'Éducation nationale demandant l'organisation d'une "journée nationale de la laïcité" dans les établissements scolaires le 9 décembre de chaque année.

#### Audition des ministres concernés
Entre septembre 2014 et janvier 2015, l'Observatoire de la laïcité a auditionné l'ensemble des ministres concernés par la laïcité pour établir un état des lieux et un recueil des mesures à mettre en œuvre pour la promotion de la laïcité dans les différents secteurs. Ces auditions ont été publiées dans le rapport annuel 2014-2015 rendu public en juin 2015.

### Travaux de l'année 2015

#### Avis sur le régime cultuel dérogatoire propre à l'Alsace et à la Moselle
Entre novembre 2014 et mai 2015, l'Observatoire de la laïcité a examiné le régime cultuel dérogatoire propre à l'Alsace et à la Moselle. Son avis, adopté le 12 mai 2015, propose 10 évolutions, dont, notamment, l'abrogation effective et définitive du délit de blasphème, issu du droit allemand ; ainsi que l'optionalité réelle de l'enseignement religieux et sa sortie du tronc commun en primaire,.

#### Avis sur la promotion de la laïcité et du vivre ensemble, à la suite des attentats du 7 janvier 2015
À la suite de l'attentat contre Charlie Hebdo du 7 janvier 2015, de la prise d'otages du magasin Hyper Cacher de la porte de Vincennes et des manifestations des 10 et 11 janvier 2015, l'Observatoire de la laïcité a adopté le mercredi 14 janvier 2015, par dix-sept voix contre trois, un « avis sur la promotion de la laïcité et du vivre ensemble » présentant onze préconisations, dont le renforcement du service civique, le recrutement d'aumôniers musulmans dans les prisons, la multiplication des formations à la laïcité pour les fonctionnaires, l'instauration de semaines de la fraternité dans les départements, le renforcement de l'enseignement moral et civique à l'école et de l'enseignement laïc du fait religieux, la consolidation de la formation des imams. Cet avis est vivement critiqué par Jean Glavany, Catherine Laborde et Patrick Kessel qui dénoncent des « propositions (…) pour l'essentiel angéliques et pusillanimes » (cf infra).

#### Rappel sur la restauration scolaire
Le 17 mars 2015, l'Observatoire de la laïcité publie un communiqué dans lequel il rappelle à propos de la restauration scolaire que « si aucune obligation ne contraint la commune dans le cadre d’un service facultatif (…) la laïcité ne saurait être invoquée pour refuser la diversité de menus ».

#### 2e rapport annuel de l'Observatoire de la laïcité
Le 30 juin 2015, l'Observatoire de la laïcité rend public son rapport annuel 2014-2015 ainsi que sa synthèse,. Ce rapport est l'occasion d'un état des lieux détaillé du respect du principe de laïcité partout en France. Sont également disponibles les auditions des ministres concernés, des responsables des cultes, des principales obédiences maçonniques et de différents mouvements d'éducation populaire.

#### Création et lancement du Prix de la laïcité de la République française
Le 1er octobre, l'Observatoire de la laïcité annonce le lancement du premier Prix de la laïcité de la République française dont la remise est fixée au 9 décembre 2015 à l'occasion d'un colloque célébrant le 110e anniversaire de la loi du 9 décembre 1905, en présence du Premier ministre, Manuel Valls, de la ministre de l’Éducation nationale et de l'Enseignement supérieur, Najat Vallaud-Belkacem, et du ministre de l'Intérieur, Bernard Cazeneuve. Le premier prix est décerné à l'école d'art Brassart, située à Tours, tandis que les quatre mentions spéciales sont décernées au lycée professionnel régional Pierre Mendès France de Contrexéville, à la protection judiciaire de la jeunesse (PJJ) de Nîmes, à la Ligue de l'Enseignement de l'Hérault, et à l'association d'enseignement laïque des faits religieux « Enquête ».
Le 15 octobre, l'Observatoire de la laïcité adopte à l'unanimité une mise à jour de son guide pratique Laïcité et collectivités locales qui traite notamment du devoir de neutralité des agents publics et des salariés participant à une mission de service public, du cas particulier des élus, du cas des parents accompagnateurs des sorties scolaires, de l'interprétation des tenues et signes religieux ostensibles dans les établissements scolaires publics, du cas particulier des crèches de Noël dans l'espace public et de la restauration scolaire.
Le 26 novembre 2015, la Cour européenne des droits de l'homme cite les travaux de l'Observatoire de la laïcité à plusieurs reprises dans l'explication de sa décision confirmant le principe de laïcité et le devoir de neutralité des fonctionnaires.

#### Avis sur la laïcité et la gestion des faits religieux dans l'enseignement supérieur public
Le 15 décembre 2015, l'Observatoire de la laïcité adopte un avis sur « la laïcité et la gestion du fait religieux dans l'enseignement supérieur public », sujet sur lequel il s'est auto-saisi. Après de nombreuses auditions et l'envoi d’un questionnaire à l'ensemble des universités et établissements publics d'enseignement supérieur, l'Observatoire émet 23 recommandations. Il rappelle notamment que du personnel de l'enseignement supérieur public sont soumis aux mêmes règles applicables à tous les fonctionnaires et, plus largement, à tous les salariés exerçant une mission de service public. En conséquence, ces personnels ne peuvent pas manifester, par le port de signes ou de tenues, leurs convictions religieuses. Cette obligation ne concerne pas les intervenants extérieurs invités pour des conférences au sein de l’établissement. Pour les étudiants, la situation est autre : les étudiants sont considérés comme des usagers du service public de l'enseignement supérieur. Le principe de laïcité garantit la liberté de conscience des citoyens et n'impose pas une obligation de neutralité aux usagers des services publics. Les étudiants peuvent donc porter des signes et des tenues manifestant leur appartenance religieuse comme ils peuvent afficher leurs opinions politiques. Leur comportement ne doit cependant pas être prosélyte ou perturber le fonctionnement de l'établissement. Reprenant la position de la Commission Stasi dans son rapport de 2003 (les étudiants sont « des personnes majeures. L’université doit être ouverte sur le monde. Il n'est donc pas question d'empêcher que les étudiants puissent y exprimer leurs convictions religieuses, politiques ou philosophiques »), l’Observatoire considère qu’il n'est « ni utile ni opportun de légiférer sur le port de signes religieux par les étudiants à l’intérieur des établissements d’enseignement supérieur publics ». Néanmoins, il invite les établissements à se doter d’une charte d’établissement précisant les droits et obligations de chacun et à instaurer un référent laïcité. Pour le cas particulier des élèves des écoles supérieures du professorat et de l’éducation (ESPE), l'Observatoire rappelle que les étudiants qui ont réussi le concours sont des fonctionnaires stagiaires et sont soumis à ce titre à une obligation de neutralité.

#### Multiplication des guides pratiques sur la laïcité et la gestion des faits religieux
Durant l'année 2015, l'Observatoire de la laïcité a participé à l'élaboration de plusieurs guides pratiques, chartes ou livrets sur la laïcité, notamment celui intitulé Les fondamentaux sur la laïcité et les collectivités territoriales édité par le CNFPT, la charte de la laïcité adoptée par la CNAF ou encore le guide sur la laïcité diffusé par la mairie de Paris.

#### Lancement du plan de formation «Valeurs de la République et Laïcité»
L'Observatoire de la laïcité a initié le lancement de formations, validées par lui, en 2016 et 2017 de plus de 25 000 acteurs de terrain (fonctionnaires territoriaux, fonctionnaires d’État des préfectures, encadrants et responsables associatifs, acteurs de la politique de la ville, encadrants sportifs, enseignants, etc.) par an via le CGET et le CNFPT.

### Travaux de l'année 2016

#### Guide sur la laïcité et la gestion des faits religieux dans les établissements publics de santé
Le 16 février 2016, après avoir auditionné les acteurs de terrain et à la suite d'une enquête menée par la commission des usagers de la fédération hospitalière de France (FHF), l'Observatoire de la laïcité adopte à l'unanimité un guide sur la laïcité et la gestion du fait religieux dans les établissements publics de santé. L'Observatoire de la laïcité fait le constat de la « nécessité de porter à la connaissance des personnels et des patients les règles qui découlent du principe de laïcité. Il constate également un besoin de formations sur les questions de laïcité et de gestion du fait religieux dans le secteur hospitalier ». Face aux difficultés de terrain, ce guide rappelle « les réponses encadrées par le droit aux cas concrets relevant du principe de laïcité dans les établissements publics de santé, tant pour les personnels que pour les usagers ». Le ministère des Affaires sociales et de la Santé doit transmettre ce guide à l'ensemble des établissements.

#### Déclaration pour la laïcité
Le 3 octobre 2016, l'Observatoire de la laïcité rédige et adopte à l'unanimité une "Déclaration pour la laïcité" dans l'objectif de : "rappeler ce qu’est la laïcité, affirmée par la Constitution de la République et organisée par la loi du 9 décembre 1905 (…) dans les circonstances d’aujourd’hui, propices aux interrogations et aux surenchères".

#### Rappel des libertés et interdits dans un cadre laïque
Le même jour, l'Observatoire de la laïcité adopte à l'unanimité la note de son rapporteur général intitulé "Libertés et interdits dans un cadre laïque" : "Face à des phénomènes nouveaux, apparus ces dernières décennies dans un contexte social fragile, de montée de revendications communautaires et de détournement de la laïcité à des fins stigmatisantes, l’Observatoire de la laïcité a souhaité établir un rappel succinct et précis des libertés et interdits qui s’inscrivent dans le cadre laïque."

#### Abrogation du délit de blasphème en Alsace-Moselle
Le 14 octobre 2016, l'Observatoire de la laïcité permet, via un amendement du législateur au projet de loi "Égalité et Citoyenneté", l'abrogation effective du "délit de blasphème" en théorie alors toujours applicable en Alsace-Moselle. Il permet également d'aligner sur la peine prévue par la loi du 9 décembre 1905 toute perturbation d'un office religieux (dont la peine était localement plus lourde).

#### Avis sur la construction, le financement et la gestion des édifices du culte en France et renforcement du contrôle des financements et de la transparence des associations à objet cultuel
Le mardi 8 novembre 2016, "en raison des difficultés qu’elle peut poser à un certain nombre d’élus locaux et d’associations ainsi que des nombreuses questions qu’elle suscite dans le débat public", l’Observatoire de la laïcité rend un avis important sur la question de la construction, du financement et de la gestion des édifices du culte en France. Par cet avis, il demande le renforcement de la transparence des financements des associations ayant un objet cultuel par un contrôle financier effectif par l'administration fiscale, l'extension des obligations de contrôle financiers aux associations loi 1901 qui ont des activités cultuelles, l'abaissement du seuil des montants des dons reçus (à 100,000 euros au lieu de 153,000 euros) pour la certification obligatoire des comptes, la dissociation entre les activités cultuelles et les autres par la distinction effective entre une association loi 1901 et une association cultuelle loi 1905, la possibilité de racheter des baux emphytéotiques administratifs (BEA) pour ne pas transférer obligatoirement aux collectivités locales la charge future de l'entretien et de la conservation des lieux de culte concernés, et l'extension de la garantie d'emprunt. Par ailleurs, l'Observatoire de la laïcité propose une contribution volontaire sur le halal pour le financement du culte musulman.

#### 2e Prix de la laïcité de la République française
Le 9 décembre 2016, pour sa deuxième édition, le jury du Prix de la laïcité de la République française, mis en place par l'Observatoire de la laïcité, remet, en présence de la ministre de l’Éducation nationale Najat Vallaud-Belkacem, son premier prix à la fédération des œuvres laïques (FOL) du Var (fédération départementale de la Ligue de l’enseignement) pour son action « Les ambassadeurs du vivre ensemble »,. Une mention spéciale est remise au Conseil départemental de la Haute-Garonne pour son « Parcours laïque et citoyen ».

### Travaux de l'année 2017

#### Renforcement du contrôle des établissements scolaires hors contrat
Bien que soutenant le renforcement (souhaité par le ministère de l’Éducation nationale) du contrôle des établissements scolaires hors contrat en passant d'un régime déclaratif à un régime d'autorisation, le Conseil constitutionnel censure cette mesure inscrite dans la loi "Égalité et Citoyenneté" en raison de finalité insuffisamment précisées : « En confiant au gouvernement, sans autre indication, le soin de préciser les motifs pour lesquels les autorités compétentes peuvent refuser l’ouverture de tels établissements, le législateur a insuffisamment précisé les finalités des mesures susceptibles d’être prises par voie d’ordonnance ». En 2018, par l'adoption d'une proposition de loi de la sénatrice Françoise Gatel, soutenue par l'Observatoire de la laïcité et le ministère de l’Éducation nationale, ce renforcement du contrôle des établissements scolaires hors contrat est obtenu via l'ajout de nouveaux critères.

#### Obligation pour tous les aumôniers rémunérés de suivre une formation à la laïcité
À la suite d'une demande de l'Observatoire de la laïcité et avec son soutien, le ministère de l'Intérieur a soumis au Conseil d’État un projet de décret visant à obliger tous les futurs aumôniers (des différents cultes) indemnisés par l’État et intervenant dans les armées, en prisons, en internats ou dans les hôpitaux, à suivre une formation universitaire sur la laïcité. Ce décret a été publié en avril 2017.

#### Obligation pour les ministres du culte étrangers et les imams détachés de suivre une formation à la laïcité
Parallèlement, le ministère de l'Intérieur et le ministère de l’Éducation nationale, de l'Enseignement supérieur et de la Recherche, toujours avec le soutien de l'Observatoire de la laïcité, a continué la création de diplômes universitaires (DU) à la laïcité (une quinzaine en février 2017) partout en France, dans l'hexagone et les Outre-mer, ouverts à tous et suivis en particulier par les futurs ministres (au sens de personnes chargées d'un culte) des différents cultes (catholicisme, protestantisme, islam, orthodoxie, judaïsme, bouddhisme). A également été demandé aux imams détachés (fonctionnaires de pays étrangers : Algérie, Maroc, Turquie en particulier) de suivre ces formations avant de pouvoir prêcher en France. Cette obligation a été obtenue via des accords bilatéraux la même année,.

#### Rappel du cadre légal permettant de sanctionner les agissements contraires aux exigences minimales de la vie en société
Le 14 février 2017, l'Observatoire de la laïcité adopte à l'unanimité un important "rappel du cadre permettant de sanctionner les agissements contraires aux exigences minimales de la vie en société", en particulier dans des situations pour lesquelles "le principe de laïcité est invoqué à tort". L'Observatoire de la laïcité rappelle par exemple, en reprenant notamment des faits divers médiatisés en 2016 et 2017 que les "pratiques intolérables visant à exclure des femmes d'un café [à Sevran, mais ce fait divers a ensuite été totalement remis en cause par une enquête du Bondy Blog] en raison de leur sexe, ou visant à exclure d'un restaurant [à Tremblay-en-France] des femmes parce que portant un foulard" appellent des "condamnations fermes, par l'application stricte du droit qui, en l'espèce, ne se fonde pas sur la laïcité mais sur le refus de toute discrimination à l'encontre des femmes ou à raison de sa religion".

#### Renouvellement de l'équipe et des membres de l'Observatoire de la laïcité
Par décret et arrêté du Premier ministre Bernard Cazeneuve du 3 avril 2017, le mandat du président Jean-Louis Bianco, du rapporteur général Nicolas Cadène et des membres de l'Observatoire de la laïcité est renouvelé pour une durée de quatre ans. Toutes les personnalités qualifiées membres ont souhaité leur renouvellement - y compris Patrick Kessel qui s'était opposé à certains avis de l'instance - à l'exception d'Annie Guillemot pour des raisons personnelles et non liées aux travaux de la commission. Mme Guillemot est remplacée par Nathalie Appéré, députée d'Ille-et-Vilaine et maire de Rennes.

#### 4e rapport annuel de l'Observatoire de la laïcité
Le 4 avril 2017, le président Jean-Louis Bianco et le rapporteur général Nicolas Cadène ont remis au président de la République François Hollande et au Premier ministre Bernard Cazeneuve le rapport annuel 2016-2017. La presse s'en est largement fait l'écho,,,. Les constats de l'Observatoire de la laïcité sont les suivants : tensions toujours fortes sur la laïcité et les faits religieux (davantage dans l'hexagone que dans les Outre-mer) même si les contestations de la laïcité apparaissent mieux contenues grâce à la multiplication des formations lancées par l'instance ; profonde méconnaissance du droit en vigueur qui persiste et qui peut conduire à des interdictions ou des autorisations injustifiées ; crainte de la part des responsables des principales religions d'une extension du domaine de la neutralité et d'un recours contreproductif à d'éventuelles lois "d'émotion" ; inquiétude des responsables associatifs que les difficultés sociales, le manque de perspectives, les discriminations et les instrumentalisations de la laïcité soient autant de facteurs de religieux ou communautaires, etc. L'Observatoire de la laïcité fait ensuite un état des lieux du respect ou non du principe de laïcité dans chaque secteur concerné et rappelle les nombreuses sensibilisations et formations à la laïcité et à la gestion des faits religieux mises en place partout sur le territoire français et à l'étranger.
Par ailleurs, l'Observatoire de la laïcité rappelle que "la laïcité ne peut pas répondre à tous les maux de la société. Pour lutter contre le repli communautaire, il ne suffit pas de convoquer la laïcité et de dénoncer les discriminations, il faut combattre celles-ci par des politiques publiques beaucoup plus vigoureuses qu'elles ne l'ont été jusqu'à présent et faire respecter l'État de droit partout sur le territoire". L'Observatoire de la laïcité émet ainsi, en pleine campagne de l'élection présidentielle de 2017, "le souhait que certains médias, certains élus et certains intellectuels qui aujourd'hui cèdent au culte de l'immédiateté ou à celui du clash, adoptent demain une position plus responsable, prenant le recul nécessaire à l'analyse".

#### Module commun de formation à la laïcité pour les INSPE (ex-ESPE)
Face à l'absence ou à la diversité des formations à la laïcité délivrées dans les écoles supérieures du professorat et de l'éducation (ESPE), le 25 avril 2017, l'Observatoire de la laïcité adopte un avis dans lequel il propose à la CPU et au R-ESPE de préconiser la mise en place d’un module de formation à la laïcité commun à toutes les ESPE et, en leur sein, aux différents masters délivrés. "Le module devra expliquer clairement les principes de la laïcité, le droit en vigueur et les applications pratiques de la laïcité". La mise en place de module commun est prévue par le ministère de l’Éducation nationale et le ministère de l'Enseignement supérieur, de la Recherche et de l'Innovation pour la rentrée universitaire 2019, 2020 ou 2021.

### Travaux de l'année 2018

#### Nouvelle rédaction de l'instruction générale du règlement de l'Assemblée nationale
Après l'adoption le 24 janvier 2018 par le bureau de l'Assemblée nationale de l'interdiction du port de signes religieux « ostensibles » et l'obligation pour les députés d'avoir une tenue vestimentaire « neutre » dans l'hémicycle, l'Observatoire de la laïcité déclare que cette décision n'est pas relative au corpus législatif sur la laïcité rappelant que « les élus ne sont, par définition, pas neutres » et ne peuvent donc être astreints, à l’extérieur de l’hémicycle, à un principe de neutralité « qui s’impose aux seuls fonctionnaires et assimilés », ni au « principe d’encadrement des signes religieux qui s’impose aux élèves des écoles, collèges et lycées publics » depuis la loi de 2004 « en raison de leur jeune âge ». L’Observatoire fait remarquer que l’article 61 de la Constitution prévoit que la constitutionnalité du règlement de l’Assemblée doit lui être soumis. Or, même si le bureau a inséré sa réforme non dans le règlement, mais dans l’instruction générale, qui, elle, n’est pas soumise à un tel contrôle, cette nouvelle instruction pourrait être considérée comme constituant de facto « une modification du règlement intérieur de l’Assemblée nationale, [qui] pourrait être contrôlée par le Conseil constitutionnel, notamment au regard de la liberté d’expression des parlementaires ». Les deux députés membres de l'Observatoire de la laïcité se sont opposés publiquement à cette modification proposée par le président de l'Assemblée nationale François de Rugy : « Nous ne sommes pas des fonctionnaires, nous ne sommes pas neutres », a estimé Nicole Dubré-Chirat qui a avoué en outre être « surprise » par la méthode : « J’ai découvert cette décision le jour même. Nous n’en avions pas été informés, nous n’en avions jamais débattu. » « Il faut faire attention à ne pas aller trop loin. Si la laïcité consiste à dire ’pas de religion’, le remède sera pire que le mal », a prévenu de son côté Claude Goasguen, qui a critiqué les velléités de certains politiques de vouloir faire disparaître l’expression religieuse de l’espace public. « Ils n’y arriveront pas », a estimé le député de Paris, en précisant que « cela va au contraire alimenter des ressentiments de certains musulmans qui vont se poser en victime de la laïcité ».

#### 5e rapport annuel de l'Observatoire de la laïcité
Le 15 mai, Jean-Louis Bianco et Nicolas Cadène remettent au président de la République Emmanuel Macron le 5e rapport annuel de l'Observatoire de la laïcité. Est constaté dans le « contexte des attentats » une « sensibilité toujours très forte sur toute situation qui touche à la laïcité et aux faits religieux ». Si, de façon globale « les atteintes directes à la laïcité (qu’elles émanent d’individus, d’associations, d’administrations ou de collectivités) apparaissent pour la 2e année consécutive mieux contenues grâce à la multiplication des formations à la laïcité, les tensions et les crispations sur ces sujets restent très significatives ». Par ailleurs, les responsables des principaux cultes en France ont fait part de leur crainte de voir le « concept de neutralité étendre toujours plus son périmètre ». Les responsables des principales obédiences maçonniques ont quant à eux souligné l’importance de combattre les adversaires de la laïcité, « consubstantielle à notre République », sans sombrer dans les pièges de l’exclusion. Enfin, les responsables des principaux mouvements d’éducation populaire et des associations promouvant la laïcité ont rappelé que « la Laïcité ne peut être comprise, acceptée et promue que par l’épreuve du réel », par la lutte contre les discriminations et le refus de toute exclusion ou stigmatisation. À la suite de ce constat général, l’Observatoire de la laïcité rappelle la « nécessité d’analyser les faits avec rigueur ; de ne pas faire porter à la laïcité la responsabilité de répondre à tous les maux de la société mais de sanctionner tout comportement contraire aux exigences minimales de la vie en société » ; de « répondre avec fermeté et objectivité à toute atteinte au principe de laïcité » ; et « d’amplifier les formations à la laïcité et à la gestion des faits religieux ». Si « de nombreuses propositions concrètes de l’Observatoire de la laïcité ont déjà été mises en œuvre », d’autres importantes sont « en cours ou en attente ». Le président de la République « a salué le travail effectué par l'Observatoire de la laïcité ».

#### MOOC sur la laïcité à destination du grand public, des acteurs de terrain et des élus
Afin de développer les connaissances des acteurs de terrain, des élus locaux et du grand public sur la laïcité, l'Observatoire de la laïcité crée, avec le Centre national de la fonction publique territoriale, le Commissariat général à l'égalité des territoires, la Région Ile-de-France et le Conseil départemental de Seine-et-Marne, deux Mooc (cours en ligne gratuit et accessible à tous sur Internet) sur la laïcité (10.000 inscrits lors des premières sessions),.

### Travaux de l'année 2019

#### Enquête d'opinion 2019 sur l'état des lieux de la laïcité en France
Une étude publiée en février 2019 par l’Observatoire de la laïcité à Viavoice sur « l’état des lieux de la laïcité en France » confirme l’attachement de la population française à la laïcité (73% des répondants se déclarent attachés à la laïcité telle que définie par le droit, après rappel de cette définition), même si certains écarts peuvent être soulignés selon l’âge ou la catégorie sociale des répondants. Un même attachement est constaté en ce qui concerne la loi du 9 décembre 1905. Concernant la définition actuelle de la laïcité dans le droit, elle convient à une majorité des sondés (48%, contre 29% qui souhaiteraient une définition plus restrictive et 14% moins restrictive). Pour autant, une part majoritaire de l’opinion publique déplore des difficultés à appliquer correctement la laïcité au quotidien (39% des répondants considère que « la laïcité est plus ou moins bien appliquée selon les autorités publiques », et 30% « mal appliquée par les autorités publiques » quand seulement un cinquième des répondants la jugent « bien appliquée par les autorités publiques »). À propos des protections garanties par la laïcité, 72% des protestants et 60% des catholiques considèrent que la laïcité protège en théorie (selon le droit) les pratiquants des différentes religions, quand seulement 45% des musulmans partagent ce point de vue. Un écart que l’on peut attribuer notamment aux discriminations : 50% des musulmans citent les « discriminations que subissent des citoyens à raison de leur religion supposée » parmi les principaux enjeux liés à la laïcité, contre seulement 35% des catholiques et 33% des protestants. Les Français constatent une instrumentalisation de la laïcité (67% des répondants estiment que « la laïcité est trop souvent instrumentalisée par les personnalités politiques »), la transformant parfois en élément de conflits ou de divisions, alors qu’elle devrait être un élément de cohésion nationale essentiel (44% des répondants considèrent que la laïcité est un principe qui rassemble « en théorie », contre seulement 18% dans la « pratique »). Une forte proportion trouve qu’« on n’explique pas assez ce qu’elle est » (52%) et qu’« on ne parle de la laïcité qu’à travers l’islam » (49%). Enfin, une nette majorité des Français considère que trop souvent, dans les médias ou le débat public, « on ne parle de la laïcité qu’à travers la polémique » (60%).

#### Avis sur l'application ou la non-application du principe de neutralité aux prestataires extérieurs des administrations publiques ou des services publics
À la suite d’une saisine des ministères sociaux sur la question de l’application ou la non-application du principe de neutralité aux prestataires extérieurs des administrations publiques ou des services publics, l’Observatoire de la laïcité a rappelé que les prestataires extérieurs de l’administration publique ou des services publics ne sont soumis à l’exigence de neutralité religieuse qu’au regard de la mission exercée et de l’éventuelle représentation de l’administration publique. Les prestataires extérieurs de l’administration publique qui ne seraient pas soumis à l’exigence de neutralité peuvent néanmoins se voir appliquer des restrictions à la liberté de manifester des opinions religieuses ou des convictions sur la base de textes particuliers, de considérations liées à l’ordre public ou au bon fonctionnement du service ou de l’entreprise, ou encore à la protection des individus.

#### Étude technique sur l'application du principe de neutralité et sa promotion dans le cadre du futur service national universel (SNU)
L’Observatoire de la laïcité a transmis au ministère de l’Éducation nationale une étude technique dans laquelle est notamment rappelé que tous les personnels et encadrants du SNU seront soumis au principe de neutralité. Seuls les éventuels intervenants ponctuels, invités à témoigner d’une activité d’intérêt général dans le cadre d’une activité pédagogique sous l’autorité des encadrants, ne pourront voir leur liberté religieuse restreinte que pour des raisons liées à l’ordre public et au bon fonctionnement du service. Durant la première phase en internat, les « appelés » (qui ne seront pas tous issus des établissements scolaires publics) pourront être soumis au principe de neutralité (principe applicable aux agents publics et personnes exerçant une mission de service public) ou à un encadrement de leur manifestation d’appartenance religieuse uniquement s’ils sont soumis à statut nouveau leur conférant l’exercice d’une mission de service public ou à un texte particulier nouveau justifiant pour certaines activités la restriction de la manifestation de leur appartenance religieuse. Concernant les « appelés » de la première phase accueillis au sein d’associations et ceux de la seconde phase, l’application ou non du principe de neutralité sera fonction de la mission exercée par le volontaire. Si l’« appelé » représente effectivement une administration publique ou exerce une mission de service public (par exemple, en s’engageant au sein d’une collectivité locale ou de l’armée), il sera soumis au principe de neutralité ; s’il exerce une simple mission d’intérêt général (par exemple, en s’engageant dans une association à but social et humanitaire ou de défense de l’environnement, sans délégation de service public), il n’y sera pas soumis. Ce cadre légal général est celui déjà applicable au service civique,,.

#### Étude sur la visibilité et l'expression religieuses dans l'espace public aujourd'hui en France
L’Observatoire de la laïcité, dans sa mission d’information, s’est auto-saisi de la thématique, qui alimente régulièrement le débat public, de la visibilité et de l’expression religieuses dans l’espace public aujourd’hui en France. Cette étude a été rendue publique à travers le rapport annuel 2018-2019 remis au Premier ministre le 10 juillet 2019. Elle a « pour but de faire connaitre plusieurs réflexions universitaires traitant précisément de ce sujet. Il ne s’agit pas uniquement de rappeler le droit mais également d’apporter les éléments sociologiques les plus pertinents. Si l’augmentation de la visibilité et de l’expression religieuses ne concernent en réalité que certains croyants de toutes les religions (en particulier de l’islam pour la visibilité, et du protestantisme évangélique pour la pratique et le prosélytisme), elles donnent une impression plus générale de regain du religieux. Or, les études citées dans l'étude confirment au contraire une hausse constante, encore ces dernières années, du nombre de personnes se déclarant athées, agnostiques ou indifférentes, en parallèle d’une baisse des fidèles se déclarant appartenir à une religion donnée. » Cependant, pour l'Observatoire de la laïcité, « cette sécularisation qui continue ne doit pas empêcher de répondre aux crispations suscitées par l’augmentation de la visibilité et de l’expression religieuses qui, elle, s’est confirmée durant ces trente dernières années (…) Il ressort de cette étude que ces causes sont nombreuses et souvent croisées : installation en France métropolitaine de religions auparavant « étrangères » à l’hexagone, redéploiement des religions dans une société profondément sécularisée, expressions religieuses multiples répondant à différentes constructions identitaires personnelles – en particulier dans les quartiers populaires à faible mixité sociale – et à l’affaiblissement d’idéologies séculières, emprunts et répudiations entre société d’origine et société d’accueil, refuge sécurisant de la religion face aux incertitudes par rapport à demain (écologiques, économiques, sociales et politiques), présentation inégale des expressions religieuses par des prescripteurs d’opinion, etc. En somme, un recours au religieux plus qu’un retour du religieux. »

#### 6e rapport annuel de l'Observatoire de la laïcité
Selon ce 6e rapport, remis au Premier ministre Édouard Philippe le 10 juillet 2019, « les atteintes directes à la laïcité apparaissent pour la 3ème année consécutive mieux contenues grâce à la multiplication, ces dernières années et à destination des acteurs de terrain, des formations à la laïcité et à la gestion des faits religieux (l’Observatoire de la laïcité a, de son côté, directement ou indirectement contribué à former plus de 250.000 personnes). Cependant, la sensibilité reste toujours très forte sur toute situation qui touche à la laïcité et aux faits religieux. » L’Observatoire de la laïcité rappelle « la nécessité d’analyser les faits avec rigueur ; de distinguer la laïcité du nécessaire respect des exigences minimales de la vie en société ; de sanctionner fermement tout manquement à ces dernières ; de répondre avec fermeté et objectivité à toute atteinte au principe de laïcité ; d’outiller les acteurs de terrain pour défendre et promouvoir le principe de laïcité ; de s’en tenir à l’équilibre posé par la loi du 9 décembre 1905 ; et d’amplifier les formations à la laïcité et à la gestion des faits religieux. L’action en ce sens de l’ensemble des ministères concernés est détaillée dans ce rapport. »

### Travaux de l'année 2020

#### Lancement des Jeunes Ambassadeurs de la Laïcité (JAL)
Le 22 janvier 2020, l’Observatoire de la laïcité, en partenariat avec le Mouvement pour l’émancipation des Territoires, a organisé la « Journée des Territoires vivants de la laïcité », à l'occasion de laquelle il a sensibilisé 450 jeunes, futurs "jeunes ambassadeurs de la laïcité" (JAL) en Ile-de-France. Les "JAL" sont amenés à se développer dans différentes régions françaises.

#### Enquête d'opinion 2020 sur l'état des lieux de la laïcité en France
La 2e édition du baromètre annuel de l’Observatoire de la laïcité sur « l’état des lieux de la laïcité en France » a été rédigé avec l’appui technique du GSRL (CNRS), et réalisée par Viavoice auprès d’un échantillon de 2 000 personnes, représentatif de la population âgée de 18 ans et plus habitant en France. Elle livre quatre constats majeurs. Le premier : les Français expriment un attachement fort à la laïcité telle qu’aujourd’hui définie par le droit (74% des Français). Plus les Français connaissent le droit en vigueur, plus ils se déclarent attachés à la laïcité. Elle constitue pour eux un « principe républicain essentiel » (pour 70% des Français) et qui « fait partie de l’identité de la France » (78%). Le deuxième constat : les clivages générationnels et sociaux persistent quant à la connaissance de la laïcité et à l’attachement à ce principe (ex. : 83% des cadres s’y déclarent attachés, contre 60% des ouvriers). En ce qui concerne « les protections garanties par la laïcité en pratique », se confirment également des clivages entre croyants mais aussi selon le genre (qui n’était pas analysé l’an passé : par ex., 37% des hommes estiment que la laïcité protège tout le monde sans exception, contre seulement 28% des femmes). Le troisième constat : les Français sont demandeurs d’une meilleure application de la laïcité (39% la jugent plus ou moins bien appliquée) et d’une plus grande pédagogie de la part des prescripteurs d’opinion. En l’état, une large majorité juge la laïcité comme trop souvent « associée dans le débat public à des polémiques » (pour 53% des Français) et « instrumentalisée par les personnalités politiques » (pour 68% des Français). Il en découle que seule une minorité de Français (19%) estiment que « la laïcité, en pratique, est un principe qui rassemble ». 4ème constat : majoritairement, les Français ne souhaitent pas de modification de la loi du 9 décembre 1905 concernant la séparation des Eglises et de l’Etat (45%, contre 24% de Français favorables à une séparation entre l’Etat et les organisations religieuses plus stricte et 10% favorables à une séparation plus souple).

#### Circulaires du Gouvernement relatives à la protection de la laïcité, à la lutte contre l'islamisme, la radicalisation et le communautarisme
Une circulaire de la Garde des Sceaux, ministre de la Justice, Nicole Belloubet, relative à la protection de la laïcité et à la lutte contre la radicalisation et le communautarisme, publié le 10 janvier 2020 suit une préconisation de l'Observatoire de la laïcité. Elle demande notamment aux procureurs de porter plainte dès qu'est constaté un manquement aux exigences minimales de la vie en société et à la laïcité, en particulier sur la base de l'article 31 de la loi du 9 décembre 1905. Également, la circulaire du ministre de l'Intérieur du 27 novembre 2019, Christophe Castaner, sur l'islamisme et les atteintes aux principes républicains, rejoint différentes recommandations de l'Observatoire de la laïcité, telle que le contrôle renforcé de l'enseignement à domicile,.

#### Avis sur l'instauration de nouveaux rites civils et républicains
L'Observatoire de la laïcité a adopté par consensus le jeudi 13 février 2020 un avis qui formule essentiellement trois propositions. Première proposition : l’obligation faite aux municipalités de célébrer pour les citoyens qui en font la demande le « parrainage civil et républicain ». Deuxième proposition : l’obligation faite aux municipalités de proposer aux couples ne s’étant pas mariés, à l’occasion de la naissance de leur premier enfant, d’organiser une « cérémonie de remise du livret de famille ». Troisième proposition : l’obligation faite aux municipalités de proposer d’agréger le « parrainage civil républicain » à l’éventuelle organisation d’une « cérémonie de remise de livret de famille »,.

#### Vidéos pédagogiques sur les «idées fausses sur la laïcité»
À l'occasion du confinement de 2020 en France décidé par le Gouvernement en raison de la pandémie de covid-19, le rapporteur général de l'Observatoire de la laïcité, Nicolas Cadène, a proposé une série de courtes vidéos (1 à 2 minutes) revenant sur différentes « idées fausses sur la laïcité » et relayées sur les principaux réseaux sociaux (Twitter, Facebook, Instagram, LinkedIn). Le contenu de ces vidéos à fait l'objet d'un livre publié en octobre 2020 aux éditions de l'atelier et l'ouvrage a fait l'objet d'une ré-édition en 2023 (donc après l'abrogation de l'observatoire, pour ce qui est de cette nouvelle édition).

#### 7e rapport annuel de l'Observatoire de la laïcité
Dans le cadre de la rédaction de son 7e rapport annuel, l'Observatoire de la laïcité a poursuivi ses auditions de responsables de cultes, d'obédiences maçonniques, de mouvements d'éducation populaire, etc. via le système de visioconférence. Son activité générale de fonctionnement s'est principalement poursuivie par le télétravail.

## Dialogue avec la société civile, les organisations religieuses et les obédiences maçonniques

### Auditions annuelles
L'Observatoire de la laïcité auditionne chaque année, dans le cadre de la rédaction de son rapport annuel, l'ensemble des responsables des principales organisations religieuses, obédiences maçonniques, associations promouvant la laïcité et mouvements d'éducation populaire.

### Débats organisés en France
Les membres de l'Observatoire de la laïcité sont régulièrement invités à débattre avec des associations d'éducation populaire, des élèves, des enseignants, des associations de promotion de la laïcité et des associations interconvictionnelles, des obédiences maçonniques ou des organisations religieuses. Le président et le rapporteur général se déplacent, l'un et l'autre séparément, « au moins une à trois fois par semaine ».

### Crainte exprimée par les différents cultes
Auditionnés par l'Observatoire de la laïcité dans le cadre de la rédaction de son premier rapport annuel (2013-2014), les responsables des principaux cultes présents en France soulignent leur crainte d'une « laïcisation de la société tout entière » et leur inquiétude face à une laïcité qui pourrait devenir « antireligieuse ». Cette crainte est réitérée dans les rapports suivants.

### Abrogation du délit de blasphème en Alsace-Moselle
Le 6 janvier 2015, les représentants des cultes catholique, protestants, juif et musulman d'Alsace-Moselle ont proposé lors d'une audition commune à Paris devant l’Observatoire de la laïcité d'abroger la législation locale relative au blasphème. Dans son avis du 12 mai 2015, l'Observatoire de la laïcité demande également cette abrogation au gouvernement, finalement obtenu par un amendement au projet de loi « Égalité et Citoyenneté » le 14 octobre 2016.

## Critiques et polémiques

### Désaccords publics au sein de l'Observatoire

#### Point d'étape de juin 2013
Le 25 juin 2013, le président de l'observatoire Jean-Louis Bianco et le rapporteur général Nicolas Cadène remettent un point d'étape, au président de la République François Hollande et au Premier Ministre Jean-Marc Ayrault. Sa tonalité rompt avec le ressenti d'une partie de l'opinion publique et le discours médiatique. Jean-Louis Bianco affirme que « La France n'a pas de problème avec sa laïcité » en ce sens que le pays reste « très attaché à ce principe » et que les atteintes directes à la laïcité ont peut-être été surestimées par les médias. Il ajoute néanmoins : « Ce qui ne signifie en aucun cas que la laïcité ne doit pas être sans cesse réaffirmée et protégée ». Il déclare également : « (…) depuis dix ans, les lois adoptées ont été perçues comme des lois d'interdiction tournées principalement contre l'islam. Dans ce contexte, une de nos préoccupations concernera donc la montée évidente de l'islamophobie dans notre pays ».
Cette tonalité n'est cependant pas du goût d'un membre de l'Observatoire de la laïcité. Patrick Kessel, président de l'association Comité Laïcité République, qui déclare : « les commentaires du président de l’Observatoire de la Laïcité publiés par Le Monde du 25 juin 2013, sur la situation de la laïcité dans le pays, n’engagent que leur auteur. Le pré-rapport d’étapes n’a fait l’objet d’aucun vote des membres de l’Observatoire. Ceux-ci ne devraient intervenir qu’à l’automne. ».

#### Avis du 14 janvier 2015 sur la promotion de la laïcité et du vivre ensemble
Les divergences au sein de l'Observatoire changent de dimension en janvier 2015. Dans son avis sur la promotion de la laïcité et du vivre ensemble publié le 14 janvier, à la suite de l'attentat contre Charlie Hebdo et l'assassinat de dix-sept personnes, l'Observatoire formule plusieurs propositions. Jean Glavany, Françoise Laborde et Patrick Kessel publient le lendemain un communiqué commun dans lequel ils condamnent cette publication, sur le fond comme sur la forme. Ils expliquent que « cet avis s'est fait sans aucune délibération collective (…) et dans la précipitation », jugent que « Ce genre de méthode n'honore pas une institution récente et à la recherche de sa crédibilité » et rappellent que ce « fonctionnement (…) a déjà posé problème, lorsqu'au nom de l'Observatoire, il a pu être dit qu'il n'y avait pas de problèmes de laïcité en France ». Sur le fond, ils qualifient les propositions de l'Observatoire d' « angéliques et pusillanimes » pour l'essentiel. « Certaines sont clairement anti-laïques et évidemment inacceptables pour la République. Au-delà, ce qui frappe, c'est le décalage entre ce document et la force des convictions affirmées par le Président de la République ces derniers jours et par le Premier ministre (…) ». En conclusion, ils attendent des pouvoirs publics « qu'ils mettent bon ordre dans ces dysfonctionnements et ces incohérences ».

#### Démission du sénateur Hugues Portelli
Le 21 janvier 2016, le juriste et sénateur Les Républicains Hugues Portelli officialise sa démission qui date du 19 novembre 2015 et qu'il a transmise à Gérard Larcher, président du Sénat qui l'a nommé. Il dénonce le fonctionnement d'une institution qui selon lui ne sert à rien en raison d'un droit positif suffisant pour régler les questions de laïcité,. Il ajoute : « Si l'Observatoire de la laïcité était un rempart contre les dérives religieuses en France, cela se saurait ! » Gérard Larcher diffère la nomination du remplaçant de Hugues Portelli, en déclarant : « L'Observatoire est une pétaudière. Tant qu'une clarification n'aura pas été faite, tant que le premier ministre, auprès de qui est placé l'Observatoire de la laïcité, n'y aura pas remis de l'ordre, je suspends toute nomination ». Cependant, Gérard Larcher nomme finalement Muriel Jourda, sénatrice du Morbihan. Il ne renomme pas Françoise Laborde et nomme en remplacement Olivier Léonhardt.

#### Demande de retrait d'une disposition de la «loi travail» concernant la neutralité religieuse en entreprise
Le 19 juillet 2016, l'Observatoire publie un communiqué demandant le retrait de l’article 1er bis A du projet de loi de modernisation du droit du travail. Cet article autorise l'inscription du principe de neutralité dans le règlement intérieur de l’entreprise privée. L'Observatoire justifie sa demande au motif que la législation et la réglementation en vigueur fournissent déjà les moyens de garantir l’équilibre entre protection de la liberté de conscience des salariés et le bon fonctionnement de l’entreprise. De plus, selon l'analyse de l'Observatoire, « l’ambiguïté de l’article crée une insécurité juridique pour les employeurs, dans la mesure où les tribunaux en auront des interprétations différentes ».
Jean Glavany, Patrick Kessel et Françoise Laborde dénoncent cette prise de position, considérant que l'Observatoire de la laïcité se trompe sur la forme et sa mission, se trompe en droit et se trompe sur la nature des problèmes qui se posent à la société française. Selon eux, l'Observatoire n'est pas autorisé à s'immiscer dans un processus législatif. Il se trompe en droit quand il parle de l’insécurité juridique qu’induirait cet article, introduit à la demande de nombreux laïcs. Glavany, Kessel et Laborde considèrent que l'insécurité préexistait au vote de cette loi, prenant en exemple l'affaire de la crèche Baby Loup et celle de l’entreprise Paprec qui a fait adopter une charte de la Laïcité par accord d’entreprise qui pouvait être cassé à tout moment par un tribunal faute de fondement juridique. Selon eux, l'Observatoire « se trompe encore plus gravement sur la nature des problèmes qui se posent à la société française et que la tragique série d’attentats qui la frappe rendent encore plus sensibles » Ils concluent que « les Républicains, les vrais, doivent distinguer les religions et le libre exercice de leurs cultes que la République doit protéger, et les intégrismes, les fanatismes religieux que la République doit combattre sans faille, avec fermeté et détermination ».
La loi travail est adoptée avec l'article autorisant le principe de neutralité dans le règlement intérieur des entreprises. Le 14 mars 2017 la Cour de justice de l'Union européenne rend deux arrêts jugeant non discriminatoire l’interdiction du voile sur le lieu de travail, dès lors qu’un règlement interne proscrit le port visible de tous signes politiques, philosophiques ou religieux et le justifie et selon d'autres conditions. La CJUE se prononçait sur deux affaires relativement anciennes de licenciements en France et en Belgique de salariées portant un foulard islamique. En autorisant ce type d’interdiction, les deux arrêts, qui portent sur des affaires antérieures à la loi travail, valident son approche juridique de la question.

### Polémique à propos d'Elisabeth Badinter
Le 6 janvier 2016, la philosophe Élisabeth Badinter déclare sur France Inter : « On ferme le bec de toute discussion sur l'islam en particulier ou d'autres religions avec la condamnation absolue que personne ne supporte : "Vous êtes raciste ou vous êtes islamophobe, taisez-vous !" Et c'est cela que les gens ne supportent plus : la peur, pour des gens de bonne foi, qu'on puisse penser que vous êtes raciste ou anti-musulman fait que vous vous taisez. C'est la meilleure arme qu'on pouvait trouver à l'égard des gens de bonne foi »,.
Elle déclare également que « la laïcité […] c'est aussi la neutralité dans la sphère publique ». Le même jour le rapporteur général de l'observatoire, Nicolas Cadène, répond sur Twitter : « Quand 1 travail de pédagogie de 3 ans sur la #laïcité est détruit par 1 interview », estimant dans un autre tweet que « la laïcité ne suppose la neutralité que de ceux qui exercent une mission de service public ». Trois des membres de l'Observatoire, les deux parlementaires, Jean Glavany, député (PS) des Hautes-Pyrénées, et Françoise Laborde, sénatrice (PRG) de Haute-Garonne, ainsi que Patrick Kessel, président du comité Laïcité République et ancien grand maître du Grand Orient de France, réagissent à cet échange et s'en prennent à Nicolas Cadène. « Un petit monsieur qui s’attaque à une grande dame, c’est dérisoire, risible et (…) inacceptable », affirment-ils, en suspendant leur participation à l’Observatoire. Le 21 janvier, Jean Glavany précise sa position en mettant en cause « un problème de forme » : « Le rapporteur général est un fonctionnaire qui devait se tenir au devoir de réserve. Il a réagi alors que nous n’avions pas délibéré ». Jean-Louis Bianco soutient son rapporteur général, qui a selon lui écrit « un tweet dans lequel il se bornait à rappeler le droit ». Jean Glavany, Françoise Laborde et Patrick Kessel annoncent qu'ils suspendent leur participation aux travaux de l'Observatoire. Le 11 janvier 2016, Mohamed Sifaoui publie dans le magazine Marianne une tribune appelant à sa démission.

### Appel «Nous sommes unis» et controverse Valls-Bianco
Le 15 novembre 2015, deux jours après les attentats qui ont ensanglanté Paris, Libération publie une tribune intitulée « Nous sommes unis », lancée par l'association Coexister et co-signée notamment par Jean-Louis Bianco et Nicolas Cadène à titre personnel. Le 27 novembre 2015, Isabelle Kersimon, auteure de Islamophobie, la contre-enquête, reproche aux responsables de l'Observatoire d'avoir co-signé cet appel notamment en raison de certains co-signataires. Aux côtés de responsables de cultes, du président du Conseil économique, social et environnemental, du syndicaliste Laurent Berger (secrétaire général de la CFDT), d'un ancien grand maître du Grand Orient de France ou encore de la présidente de la Commission nationale consultative des droits de l'homme, elle critique la présence du Collectif contre l’islamophobie en France (CCIF), de l'association Coexister, présentée comme proche des Frères musulmans, de Youssef Himmat, président de la FEMYSO (Forum of European Muslim Youth and Student Organisations), organisme basé à Bruxelles et directement créé par les Frères musulmans, de Nabil Ennasri président du Collectif des musulmans de France présenté comme proche du Qatar et de Médine, rappeur auteur d'une chanson intitulée Don’t laïk (sur laquelle il s'est ensuite expliqué lors d'une émission d'Arrêt sur images,). Cette chanson comporte notamment les paroles suivantes : « Crucifions les laïcards comme à Golgotha / Le polygame vaut bien mieux que l'ami Strauss-Kahn ». Questionné à ce sujet sur France Culture le 5 février, Jean-Louis Bianco explique qu'il ne croit pas que cette chanson soit un « appel à la haine » et que « Charlie Hebdo dit bien pire (…) pour les catholiques, pour les musulmans, pour les intégristes et ils ont bien le droit de le dire, on est dans un régime de libertés ».
Le 14 janvier, l'association Coexister, membre fondateur de « Nous sommes unis », rejette les accusations et y répond dans le magazine Marianne qui les a relayées,.

Le 18 janvier, à l'occasion du dîner des amis du CRIF - dont le directeur exécutif fait partie des signataires - le Premier ministre Manuel Valls critique sévèrement cette tribune : 

« L'Observatoire de la laïcité — qui est placé sous ma responsabilité — ne peut pas être quelque chose qui dénature la réalité de cette laïcité. Il doit être clair sur les appels que l'on signe : on ne peut pas signer des appels, y compris pour condamner le terrorisme, avec des organisations que je considère comme participant d'un climat (nauséabond), ça n'est pas possible. »

Manuel Valls déclare vouloir rencontrer Jean-Louis Bianco, « le plus vite possible » : « L'observatoire est indépendant, mais là il y a des lignes qui ont été dépassées et je le rappellerai à chacun ». Le 19 janvier, Jean-Louis Bianco maintient fermement ses positions en critiquant le Premier ministre Manuel Valls : « Ceux qui dénaturent la laïcité, ce sont précisément ceux qui en font un outil antireligieux, antimusulman, qui prétendent, ce qui est une monumentale erreur sur le principe même de laïcité, que l’espace public est totalement neutre » et ajoute, en parlant du Premier ministre : « L'Observatoire de la laïcité n'est pas placé sous sa responsabilité »,,. Il accuse Manuel Valls de méconnaître « la réalité des institutions indépendantes ». En raison d'une dépendance administrative (budget et locaux), la réponse de Jean-Louis Bianco est cependant faite sur un document officiel de L'Observatoire sous-titré « Premier ministre ». L'Observatoire de la laïcité reçoit le soutien notamment de la Ligue des droits de l'homme. Finalement, après une rencontre entre le Premier ministre et le président de l'Observatoire de la laïcité, les missions de l'instance et son équipe sont confirmées. En février, le débat se déporte sur laïcité et droit des femmes. Pascale Boistard, la secrétaire d'État aux droits des femmes, soutient que « la défense de ces droits est "grandement liée à la défense de la laïcité". Or, sur ce sujet, nous faisons face à des reculs préoccupants” ». Ségolène Royal, interrogée à ce sujet sur France Inter par Patrick Cohen, réagit en déclarant : « Il faut arrêter avec toutes ces polémiques sur la laïcité, la loi de 1905 est extrêmement claire, et il y a d’autres priorités sur le droit des femmes ».
Ce conflit est défini par certains médias comme « la guerre des deux gauches »,. Les défenseurs de la ligne Bianco sont notamment le sociologue de la laïcité et fondateur de la première chaire universitaire de laïcité Jean Baubérot, les associations historiques de la laïcité la Ligue de l'Enseignement, la Ligue des Droits de l'Homme et la Fédération nationale de la Libre Pensée, mais aussi le président de la conférence des cultes François Clavairoly qui regrette une « laïcité sujette à des bouffées d'agressivités contre l'Observatoire de la laïcité », Marwan Muhammad, Claude Askolovitch, Raphaël Liogier, Alain Gresh, Asif Arif, Valentine Zuber, ou encore Marc Cheb Zoun. Également, plus de 200 universitaires, chercheurs et enseignants-chercheurs spécialistes de la laïcité et des faits religieux, dont les membres du GSRL (Groupe Sciences des religions et des laïcités du CNRS) et l'IESR (Institut européen des sciences des religions, fondé après le rapport de Régis Debray sur l'enseignement laïque des faits religieux de 2002), apportent publiquement leur soutien à Jean-Louis Bianco et à Nicolas Cadène dans une tribune publiée par le journal Libération le 26 janvier 2016.
Par ailleurs, une pétition de soutien à l'Observatoire de la laïcité et de ses dirigeants est lancée par la Ligue de l'Enseignement, la Fédération nationale de la Libre pensée et la Ligue des droits de l'homme qui recueille 10 257 signatures contre 7 138 à celle lancée deux semaines plus tôt par Laurence Marchand-Taillade et Mohamed Sifaoui,.
Les défenseurs de la ligne Valls, qui ne demandent cependant pas tous la démission du président de l'Observatoire de la laïcité, sont notamment Jean-François Colosimo qui déclare que Jean Louis Bianco a transformé « l’Observatoire en une officine d’agréable fréquentation pour les salafistes », Laurence Marchand-Taillade, Mohamed Sifaoui, Caroline Fourest, Jean Glavany, Patrick Kessel, Françoise Laborde, Élisabeth Badinter.
Jean-Louis Bianco estime cependant qu'« il n'y a pas deux lignes ». Lui et l'Observatoire de la laïcité s'en tenant à « l'application du droit », à savoir, les textes définissant la laïcité : déclaration des droits de l'homme et du citoyen, lois Ferry, loi du 9 décembre 1905, loi du 15 mars 2004, etc. Il rappelle par ailleurs avoir fait « adopter une note d'orientation » de l'Observatoire de la laïcité, à l'unanimité de ses membres en 2014,.
Les commentateurs estiment que la ligne Bianco a gagné sur celle du Premier ministre Manuel Valls. Le président de l'Observatoire reste à son poste. Selon Le Figaro, Manuel Valls aurait tenté d'obtenir le départ des deux dirigeants de l'Observatoire auprès de François Hollande. En vain. «Parce qu'il ne maîtrisait pas le sujet» et qu'il craignait les remontrances de Ségolène Royal, proche de Bianco (qui fut son directeur de campagne en 2007 puis son conseiller au ministère de l'écologie).
Ce débat remonte à loin puisqu'il traite également de la question : « qu’est-ce que la laïcité ? ». « Il y a toujours eu dans la société des oppositions au sein même du camp républicain, entre différentes conceptions ». Selon certains, cette division daterait des débats parlementaires à l'occasion de l'adoption de la loi de séparation des Églises et de l’État de 1905,. Cette loi est une loi de compromis qui n'est adoptée au Parlement qu'après d'intenses négociations : « certains ont dit qu’ils la considéraient comme une première étape vers la “laïcisation intégrale”. Aujourd’hui, leurs héritiers invoquent la loi de 1905, mais leur perspective, ce sont les amendements refusés à l’époque » et ainsi un changement du droit positif définissant la laïcité,.

### Étude à propos de l’application du principe de laïcité et de sa promotion dans le cadre du futur service national universel
Dans une étude publiée le 2 janvier 2019, l’Observatoire de la laïcité signale que la loi de 2004 sur le port des signes religieux ne s’applique pas aux jeunes « appelés » du SNU. Il explique notamment que la prohibition du port de signes et tenues religieux ostentatoires (voile islamique, kippa, turban, croix chrétienne de taille importante) par les élèves de l’enseignement public, ne pourra pas s’appliquer telle quelle à la première phase du SNU, où les jeunes des classes de 2de (de 14 à 16 ans) seront astreints à une période d’hébergement collectif d'une quinzaine de jours. Cette publication fait naître une nouvelle controverse. Ses conclusions vont à l'encontre de celles d'un groupe de travail dirigé en avril 2018 par le général de division Daniel Menaouine sur la mise en place du SNU. D'après ce groupe de travail, un appelé au SNU devrait être considéré comme « un collaborateur de service public », un statut qui implique selon lui qu'il serait « totalement subordonné au respect du principe de laïcité ».
Le ministre de l’éducation nationale, Jean-Michel Blanquer, réagit aussitôt : « C’est évidemment une recommandation que je ne suivrai pas » déclare-t-il. En réponse, Jean-Louis Bianco publie une « mise au point ». Il y affirme que le texte en question n'est pas une « recommandation » ni une « préconisation », encore moins un « avis ». L'étude en question « se borne à rappeler précisément le cadre du droit positif et les possibilités de restriction à la manifestation du fait religieux ». Le communiqué rappelle en outre que le législateur peut encore prévoir un texte particulier gouvernant l'organisation du SNU en matière de respect du principe de laïcité. Jean-Michel Blanquer saisit le Conseil des sages de la laïcité, instance qu'il a créée en janvier 2018 pour préciser la position de l'institution scolaire en matière de laïcité. Dans un document du 4 février 2019, le secrétaire général du conseil des sages s'oppose à l'étude de l'Observatoire.

### Suite de l'attentat islamiste de Conflans-Sainte-Honorine
Deux jours après l'assassinat du professeur Samuel Paty par un islamiste tchétchène, le magazine Le Point publie un article évoquant « l'éviction probable » de Nicolas Cadène, rapporteur général de l'Observatoire de la laïcité. « L'entourage du Premier ministre » confirme l'information le lendemain : « L’Observatoire de la laïcité doit évoluer, parce qu’on ne peut pas se contenter de publication de rapports et de guides pédagogiques pour accompagner l’action du gouvernement ». Prenant en exemple l’assassinat de Samuel Paty, « l'entourage du Premier ministre » observe que « la menace contre la République a radicalement changé (…) Il doit évoluer, parce qu’il doit être possible en France de défendre la laïcité sans être taxé d’islamophobie et de défendre la laïcité sans être instrumentalisé politiquement » (…) La volonté du premier ministre est de renouveler une instance afin qu’elle soit davantage en phase avec la stratégie de lutte contre les séparatismes. A l’évidence cette conception n’est pas partagée par tous et le gouvernement en tirera toutes les conclusions dans les prochains jours ». Le porte-parole du gouvernement, Gabriel Attal, « temporise » et précise alors que le gouvernement va lancer des discussions sur l'avenir du portage de la laïcité dans l'appareil d'État, en précisant « qu'il n'y a pas que l'Observatoire de la laïcité » dans cette discussion, citant notamment « le conseil des sages ».
L'Observatoire est alors en butte aux partisans d'une laïcité stricte, qui souhaitent notamment étendre l’exigence de neutralité religieuse à l’espace public et qui critiquent l’Observatoire, son président et son rapporteur général, jugés trop "laxistes", voire "complaisants", face aux atteintes à la laïcité. En sus des divergences qui se sont manifestées au sein de l'Observatoire, des attaques contre Elisabeth Badinter, de l'appel « Nous sommes unis » et de l'avis sur le SNU, ils reprochent à Nicolas Cadène ses positions « trop juridiques » contre les arrêtés anti-burkini (août 2016), sa défense juridique de Maryam Pougetoux, vice-présidente de l'UNEF qui s'est présentée voilée à l'Assemblée nationale (mai 2018), sa justification, toujours juridique, de la campagne publicitaire Gap Kids ayant présenté une fillette « d'une petite dizaine d'années» voilée et son intervention contre l'interdiction de signes religieux pour les parents accompagnant les sorties scolaires, en mettant en avant l'étude précitée du Conseil d'État. Le magazine Marianne a publié en avril 2019 un article titré Observatoire… ou abattoir de la laïcité ? et le 25 août 2020 Valeurs Actuelles a qualifié l'Observatoire d'Idiot utile de l'islam radical.
En réponse aux risques d'éviction de Jean-Louis Bianco et Nicolas Cadène, un communiqué commun à la Ligue de l’enseignement, la Ligue des droits de l’homme et la Fédération nationale de la libre pensée met en avant « les actions pédagogiques » de l’Observatoire. Une vingtaine d’universitaires, écrivent à Emmanuel Macron pour apporter leur « total soutien » à Jean-Louis Bianco et Nicolas Cadène et à leur « travail salutaire ». Philippe Portier, Jean Baubérot, Valentine Zuber, Jean-Paul Willaime entre autres demandent que le travail de MM. Bianco et Cadène soit soutenu « contre les injustes attaques et les tentatives de déstabilisation » venant « entre autres de courants identitaires » qui font « de la laïcité un catalogue d’interdits, oubliant qu’elle est d’abord un système de libertés ».
Le 23 octobre, le président de l'Observatoire publie un communiqué intitulé « Rétablir la vérité » dans lequel il dénonce « une multitude de mensonges » et une « chasse aux sorcières ». Il justifie l'appel « Nous sommes unis » par la qualité des 100 personnalités cosignataires, récuse la notion de « laïcité souple » et se félicite de la prise en compte des préconisations de l'Observatoire par Emmanuel Macron dans son discours du 2 octobre sur le séparatisme. Il indique que tous les avis de l'Observatoire « sont adoptés à l’unanimité de ses 22 membres », ce qui est exact pour la quasi-totalité des avis mais inexact pour un avis, dans la mesure où les trois membres précités ont condamné l'avis du 14 janvier 2015, expliquant qu'il avait été pris « sans aucune délibération collective » (cf supra). Le président conclut en refusant « les guéguerres politiciennes ».
Le 25 octobre, 48 personnalités dont la philosophe Elisabeth Badinter, l'avocat de Charlie Hebdo Richard Malka, Caroline Fourest, Marika Bret, la DRH de Charlie Hebdo, le philosophe Marcel Gauchet, l'architecte Roland Castro, l'historien Iannis Roder, le philosophe Henri Pena-Ruiz ou encore l'ancien ministre Jean Glavany s'en prennent à l'Observatoire de la laïcité sans le nommer. Ils appellent à la formation « d'organismes publics adaptés à cet horizon politique transformé », plaident pour que ces derniers remplacent des acteurs existants qui ont selon eux « fait leur temps » : « Ceux-là se sont écartés de la défense de la laïcité, allant jusqu'à prendre constamment le parti de ses adversaires », accusent-ils.
Le 14 décembre 2020, le syndicat FSU, première fédération syndicale de l'enseignement, soutient l'Observatoire de la laïcité, « salue la qualité [de son] travail » et « demande le maintien de l’Observatoire de la laïcité en tant que commission indépendante et pluraliste, chargé de produire des analyses et des conseils sur les questions de laïcité ».
En mars 2021, lors d'un débat à l'Assemblée nationale, la ministre déléguée chargée de la Citoyenneté Marlène Schiappa annonce que le remplacement de l'Observatoire est envisagé, ainsi que son remplacement par deux nouvelles structures.

## Prix de la laïcité de la République française
Le 9 décembre 2015, à l'occasion du 110e anniversaire de la loi du 9 décembre 1905, l'Observatoire de la laïcité a instauré le Prix de la laïcité de la République française.
Doté de 5 000 euros par les services du Premier ministre, il est décerné annuellement par l’Observatoire de la laïcité et est remis le 9 décembre de chaque année, journée de la laïcité. Le prix « distingue et encourage des actions de terrain et des projets portant sur la protection et la promotion effectives de la laïcité dans l’esprit de l’article 10 de la Déclaration des droits de l’homme et du citoyen, de l’article 1 de la Constitution et des lois du 28 mars 1882 sur l’enseignement primaire laïque et obligatoire et du 9 décembre 1905 concernant la séparation des Églises et de l’État ».
Peuvent concourir au Prix de la laïcité de la République française « Les actions ou projets présentés à titre individuel ou collectif, à l’exception des membres de l’Observatoire de la laïcité ».
Le jury est aujourd'hui composé des membres de l'Observatoire de la laïcité Jean-Louis Bianco, Soraya Amrani-Mekki, Daniel Maximin, Laurence Loeffel, du directeur du GSRL au sein du CNRS, le sociologue de la laïcité Philippe Portier, ainsi que de la directrice de l'IESR, la directrice d'études à l'EPHE Isabelle Saint-Martin.
En 2015, lors d'un grand colloque à la BNF en présence du Premier ministre Manuel Valls et du ministre de l'Intérieur Bernard Cazeneuve, le Prix de la laïcité de la République française a été remis par Jean-Louis Bianco, président de l’Observatoire de la laïcité et par Mme Najat Vallaud-Belkacem, Ministre de l’Éducation nationale, de l’Enseignement Supérieur et de la Recherche, à l’école d’art Brassart de Tours. Cette école avait réalisé 18 affiches visant à promouvoir le principe de laïcité auprès de divers publics. La ligue de l’enseignement de l’Hérault a également été récompensée pour la réalisation d’un parcours citoyen intitulé Passeport citoyen, sur les pas de la laïcité dans la ville de Montpellier par des élèves de CM2 de différents quartiers dont certains vécus comme des « quartiers de relégation ». Ce projet a pour but l’appropriation du centre-ville inconnu et de son histoire complexe (du Moyen Âge à nos jours), mais aussi de faire comprendre qu’en l’absence de laïcité les conflits religieux étaient durables et très violents. Ce projet peut mobiliser jusqu’à 500 élèves. La Protection Judiciaire de la Jeunesse (PJJ) de Nîmes a aussi été récompensée pour la réalisation d’une émission de radio par des jeunes de la PJJ sur le thème de la citoyenneté et de la laïcité. Enfin, l'association Enquête a été récompensée pour son projet d’outil numérique permettant d’aborder le fait religieux et la laïcité dans une perspective citoyenne et culturelle avec des enfants de cycle 3 (8-12 ans) dans le cadre de séances en classe ou lors d'activités périscolaires.
Le 9 décembre 2016, pour sa deuxième édition, à l'occasion d'un colloque organisé à la Sorbonne avec pour thème "Laïcité et esprit critique" (les intervenants étaient Anne-Marie Chartier, Patrick Weil, Patrick Boucheron, Abdennour Bidar et Jean-Noël Jeanneney), le jury du Prix de la laïcité de la République française remet, en présence de la ministre de l’Éducation nationale Najat Vallaud-Belkacem et de Latifa Ibn Ziaten, son premier prix à la fédération des œuvres laïques (FOL) du Var (fédération départementale de la Ligue de l’enseignement) pour son action « Les ambassadeurs du vivre ensemble ». Une mention spéciale est remise au Conseil départemental de la Haute-Garonne pour son "Parcours laïque et citoyen".
Le 9 décembre 2017, le jury du Prix de la laïcité de la République française décerne son premier prix à la l’association "Coopération insertion travail éducatif Limoges Sud" (CITELS), en partenariat avec la Caisse d’allocations familiales (CAF) du département de la Haute-Vienne, le laboratoire limousin de la laïcité, la radio associative Beaub FM et le soutien de la Fondation SNCF, pour sa vidéo intitulée "C’est quoi la laïcité ?". Les mentions spéciales sont décernées au lycée public professionnel Alain Fournier de Metz pour la création d’un jeu sous forme d’enquête à travers l’établissement, intitulé "Le trésor caché d’Aristide Briand" ; au département de Meurthe-et-Moselle pour son projet intitulé "Laïcité : tous engagés" ; et à la Ligue de l’enseignement de Gironde pour son jeu intitulé "La ligue laïque". Par ailleurs, un message de solidarité est transmis aux établissements scolaires de Saint-Martin et Saint-Barthélémy qui "malgré l’ouragan Irma continuent leurs actions remarquables pour la laïcité".
Le 9 décembre 2018, le jury du Prix de la laïcité de la République française remet, en présence de la députée Delphine O (en l'absence du secrétaire d'État Gabriel Attal, initialement prévu) et du sociologue Edgar Morin, son premier prix à l'association Promofemmes pour son travail en faveur de l'accueil des femmes en situation de migration provenant de plus d’une soixantaine de pays, depuis 1994, à Bordeaux et aux alentours. Promofemmes, après des interrogations en interne sur la laïcité, a rédigé une charte de la laïcité à destination des femmes accueillies et avec elles, l’a traduite dans l’ensemble des langues parlées. Également, un spectacle de grande qualité a été réalisé spécifiquement sur la laïcité et le respect des différences. Les mentions spéciales sont décernées à la Ligue de l'enseignement d'Eure-et-Loir, à la ville de Mont-Saint-Martin, au centre hospitalier de Saint-Denis, au collège public Marie Noël de Joigny et au lycée professionnel public Jacques Dolle d'Antibes,.
Le 9 décembre 2019, le jury du Prix de la laïcité de la République française remet, en présence de la porte-parole du Gouvernement Sibeth Ndiaye, son premier prix aux élèves des classes de 4ème du collège Les Iris à Villeurbanne pour avoir réalisé eux-mêmes à la fois les dessins et le codage d'un serious game sur la laïcité en ligne. Les mentions spéciales ont été décernés au conseil citoyen du quartier de l'Iroise-Grimolet à Ploufragan, aux travaux de la PJJ de Marseille, au Conseil départemental et aux archives des Landes, et à l'agence Convivencia.

## Budget
Son coût de fonctionnement a été de 50 000 euros en 2013, 65 830 euros en 2014, 44 939 euros en 2015 (sur les 74 000 provisionnés), 53 822 euros en 2016 (sur les 87 000 provisionnés), 62 900 euros pour 2017, 70 000 euros pour 2018, 70 000 euros pour 2019 et 70 000 euros sont provisionnés pour 2020. Outre les déplacements (plus de 950) et le travail des quatre salariés permanents, le nombre de réunions des membres (bénévoles) de l'Observatoire de la laïcité chaque année s'élève à environ 65.